# Spud Webb
Anthony Jerome "Spud" Webb (Dallas, Texas, 13 de julho de 1963) é um ex-jogador de basquetebol, foi o ganhador do Slam Dunk Contest (Torneio de Enterradas da NBA) de 1986, que, com apenas 1,68m, bateu o grande Dominique Wilkins na final.

## Prêmios e Homenagens
- campeão do NBA Slam Dunk Contest: 1985-86